# Stilpnus blandus
Stilpnus blandus là một loài tò vò trong họ Ichneumonidae.